# Jozef Luknár
Jozef Luknár (Ivanka pri Dunaji, 15 gennaio 1915 – Modra, 13 maggio 1966) è stato un calciatore slovacco.